# فرانك إيفانز (سياسي)
فرانك إيفانز (بالإنجليزية: Frank E. Evans)‏ هو ضابط ومحامي وسياسي أمريكي، ولد في 6 سبتمبر 1923 في بويبلو في الولايات المتحدة، وتوفي بنفس المكان في 3 يونيو 2010. حزبياً، نشط في الحزب الديمقراطي. وقد انتخب عضو مجلس نواب كولورادو وانتخب عضو مجلس النواب الأمريكي.